# Rymdkapsel
Rymdkapsel ist ein minimalistisches Echtzeitstrategiespiel des schwedischen Indie-Entwicklers Grapefrukt, das 2013 veröffentlicht wurde. In dem Computerspiel baut und verwaltet der Spieler eine Raumstation aus Tetromino-Steinen. Die Besatzung der Station muss Angriffe abwehren und die Basis in Richtung von vier Monolithen an den Spielfeldrändern ausweiten, um diese zu erforschen.
Die Entwicklung von Rymdkapsel dauerte anderthalb Jahre und wurde von den Aufbauaspekten der Reihe Command & Conquer inspiriert. Als erstes selbst veröffentlichtes Computerspiel von Martin Jonasson erschien der Titel am 7. Mai 2013 für PlayStation Mobile und wurde später auf iOS, Android, Windows, Mac OS und Linux portiert. Das Spiel erhielt im Allgemeinen positive Kritiken, die das einfache Spielprinzip und die Herausforderung lobten. Gleichzeitig wurden die kurze Spieldauer und der träge Spielstart kritisiert.

## Spielprinzip
Der Spieler setzt einfarbige tetrominoförmige Böden, die Räume darstellen, auf einer flachen Ebene zu einer Raumstation zusammen. Als kleine weiße Rechtecke dargestellte Arbeiter transportieren Materialien zum Bau zusätzlicher Räume und Nahrung zur Ausbildung neuer Arbeiter. Zwischendurch müssen die Arbeiter die Basis gegen Angreifer verteidigen, die in Wellen mit zunehmendem Schwierigkeitsgrad und immer kürzeren Abständen am Spielfeldrand auftauchen. Die Verteidigung wird gegenüber dem Aufbau der Basis im Spielverlauf immer wichtiger.
Der Spieler kann seine Arbeiter vier Monolithen an den Spielfeldrändern erforschen lassen, um zusätzliche Schilde, Geschwindigkeits- und Generator-Verbesserungen zu erhalten. Jeder der durch braune Korridore verbundenen Räume erfüllt einen Zweck: Er baut Mineralien ab (rosa), baut Nahrung an (grün), bereitet diese zu (gelb), beherbergt Arbeiter (orange), erzeugt Energie (türkis) oder dient der Abwehr (blau). Das Ziel des Spiels besteht darin, alle vier Monolithen innerhalb von 45 Minuten zu untersuchen und 28 Gegnerwellen zu überleben. Eine Erzählung über das Spielgeschehen hinaus gibt es nicht. Ein nachträglich ergänzter „Plus“-Modus bietet eine zusätzliche Herausforderung aus mehr und stärkeren Gegnern sowie anderen Boni für das Erforschen der Monolithen. Im „Zen“-Modus bleiben Angriffe aus.

## Entwicklung

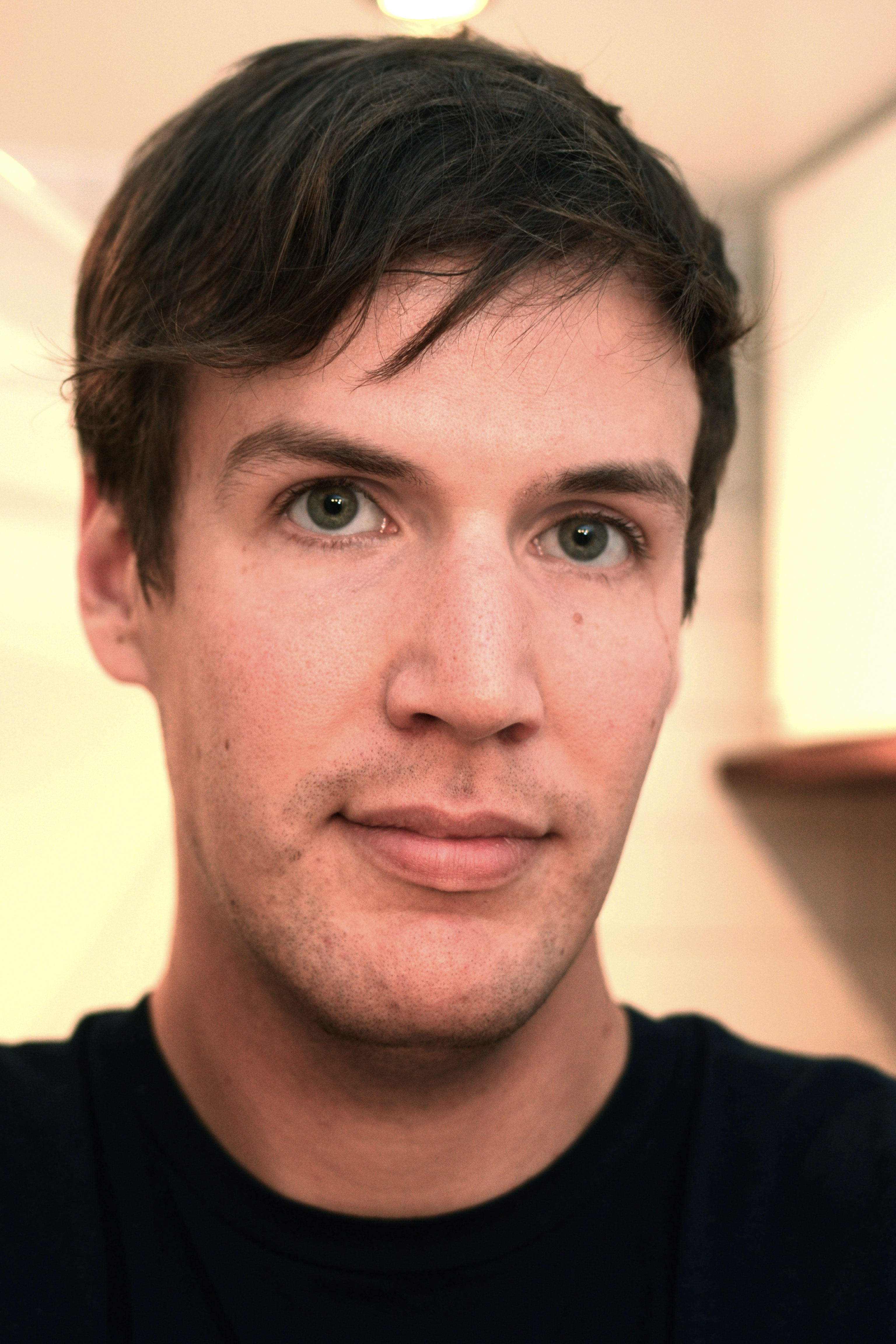
Entwickler Martin Jonasson

Martin Jonasson startete die Entwicklung von Rymdkapsel im Jahr 2012. Über anderthalb Jahre, in denen er Funktionen überarbeitete und wieder entfernte, nahm das Spiel Gestalt an. Rymdkapsel wurde in Haxe geschrieben, einer ActionScript 3 ähnlichen Programmiersprache, die es Jonasson ermöglichte, dieselbe Codebasis für iOS-, Android- und PC-Versionen zu verwenden. Er verwendete die Sprache bereits seit mehreren Jahren und entwickelte seit 20 Jahren Spiele, hauptsächlich mit Adobe Flash. Im Jahr 2010 gab Jonasson seine Anstellung als Webentwickler auf, um unabhängig zu werden, Rymdkapsel war sein „erstes Vollzeitspiel“. Der Name des Spiels ist das schwedische Wort für Raumkapsel, den Jonasson wegen seiner Einzigartigkeit und der fremdländischen Anklänge wählte, auch wenn der Name in anderen Sprachen schwierig und das Spiel im App Store dadurch schlechter auffindbar sein könnte.
Jonasson begann mit der Produktion nach der Game Developers Conference 2012 als einwöchige Ablenkung von einem anderen Projekt. Das Spiel rund um eine Raumstation sollte widerspiegeln, was ihm an Echtzeitstrategiespielen am meisten Freude bereitet. Seine erste Idee drehte sich um eine Raumstation mit einem Riss in der Hülle, durch den die Insassen der Station ins Weltall gelangen. Nachdem er einen Tag lang mit dem Ausprobieren der Funktion verbracht hatte, die Station aus Tetromino-Steinen aufzubauen, verwarf er das Szenario einer beschädigten Hülle am Ende der Prototyping-Phase. Er ergänzte drei verschiedene Ressourcen für den Bau von Räumen und als letztes Element das der Verteidigung der Station. Die Arbeiter behielten ihr ursprüngliches Design kleiner weißer Rechtecke. Der minimalistische Stil zieht sich durch das ganze Werk. Auch die künstliche Intelligenz sei „absichtlich ein bisschen dumm“ gehalten, weil Jonasson ihr Verhalten als liebenswert empfand. Alle Funktionen, die Jonasson als unwesentlich erachtete, entfernte er wieder.
Während des Entwicklungsprozesses diente der Film 2001: Odyssee im Weltraum als Inspiration, dem auch das Design der Monolithen entlehnt ist. Jonasson schaltete den Film immer dann ein, wenn er bei der Gestaltung des Spiels steckenblieb. Inspirationsquelle für die Spielmechaniken war der Echtzeitstrategie-Klassiker Command & Conquer, in dem Jonasson zwar gerne seine Basis verwaltet, sich jedoch weniger gern den militärischen Aspekten widmet. Rymdkapsel wurde als Spiel mit ansteigendem Schwierigkeitsgrad konzipiert, das etwa 45 Minuten dauert. Das Erreichen aller vier Monolithen an den Spielfeldrändern in dieser Zeit zwingt den Spieler, seine Basis nach außen hin auszudehnen, anstatt sie klein zu halten, wodurch sie einfacher zu verteidigen wäre. Die zwei Spielkarten wurden von Hand erstellt und auf den gewollten Schwierigkeitsgrad abgestimmt, weshalb Jonasson dem Wunsch von Spielern, sie bei jedem Spieldurchlauf zu randomisieren, nicht nachkam. Niklas Ström hat den Soundtrack komponiert.
Das Spiel wurde am 7. Mai 2013 für PlayStation Vita und PlayStation Mobile veröffentlicht. Es kann über die PlayStation-Mobile-App auf Android gespielt werden. Die Veröffentlichung der iOS- und Android-Versionen erfolgte am 25. Juli 2013, während die Windows-, Mac-OS- und Linux-Versionen am 30. Januar 2014 erschienen. Im Rahmen einer Werbeaktion von Sony während der E3 2013 war das Spiel als Preis für das Abschließen bestimmter Aufgaben in PlayStation Home erhältlich.

## Rezeption
Laut Metacritic erhielt das Spiel „allgemein positive“ Bewertungen. Kritiker verglichen das Gameplay von Rymdkapsel mit Tetris und SimCity. Kotaku und The New York Times lobten den einfachen visuellen Stil, der zeige, „wie wenig wir eigentlich sehen müssen, um ein Spiel zu spielen“. Die simplen Formen und Symbole rücken das Gameplay in den Vordergrund und ließen andere Echtzeit-Strategiespiele wie StarCraft oder Company of Heroes „unnötig ausgeschmückt“ erscheinen. „Aus den farbigen Flächen entstehen in meinem Kopf lebendigere Welten als detaillierte Grafik sie jemals schaffen könnte“, schrieb Der Spiegel. Bis zum 2. Dezember 2013 wurde das Spiel 200.000 Mal verkauft, was größtenteils auf die Aufnahme in ein Humble Bundle zurückzuführen ist.
Laut IGN geht das Spiel trotz seines „wunderschönen“ Stils zu viele Kompromisse zugunsten des Minimalismus ein. Der Spieler habe das Gefühl, nie die volle Kontrolle über seine Basis zu haben. Laut Eurogamer ist Rymdkapsel nicht nur in der Aufmachung minimalistisch, sondern gleichzeitig ein Spiel über Minimalismus mit dem eigentlichen Ziel, durch die richtige Kombination der Elemente „das Spiel immer weniger zu spielen“. TouchArcade beschrieb Balance und Tempo des Spiels als perfekt und vergab die volle Punktzahl. Rymdkapsel sei wie gemacht für iOS. Game Informer kritisierte die reduzierten Funktionen des Spiels, die es zu einer „kreativen“ Idee machten, die aber wegen fehlenden „Feinschliffs“ wenig Aufmerksamkeit errege. The Verge lobte den Soundtrack als „minimalistische Leistung“. Wired hob die sowohl für ein Mobile Game als auch ein Echtzeitstrategiespiel ungewöhnlich kurze Spieldauer hervor. Das Spiel sei nach rund drei Stunden durchgespielt und böte auch durch eine zähe Anfangsphase wenig Wiederspielwert. Rymdkapsel sei in dieser Hinsicht jedoch eine angenehme Abwechslung und kein „Wegwerfspiel“, sondern vielmehr eine unterhaltsame Lektion im effizienten Umgang mit Ressourcen, einschließlich der Zeit des Spielers.
Im Rahmen des Independent Games Festival wurde Rymdkapsel 2013 bei der Preisverleihung als „Ehrende Erwähnung“ in der Kategorie „Hervorragendes Design“ aufgeführt. Bei der von Rock Paper Shotgun ausgetragenen Veranstaltung Rezzed, wurde Rymdkapsel 2013 in die kuratierte „Leftfield Collection“ aufgenommen. Rymdkapsel war zudem für die Auszeichnung „Nordic Indie Sensation Award 2013“ bei der Entwickler-Konferenz Nordic Game 2013 nominiert.
Die Rezeption seines ersten Titels ließ Martin Jonasson im Januar 2016 mit twofold inc. ein Puzzle-Spiel ähnlichen Grafikstils für Android und iOS veröffentlichen.